# NGC 4600
NGC 4600 is een lensvormig sterrenstelsel in het sterrenbeeld Maagd, dat op 30 april 1786 werd ontdekt door William Herschel. 

## Synoniemen
- UGC 7832
- MCG 1-32-128
- ZWG 42.198
- VCC 1834
- PGC 42447